# 致哈吉斯

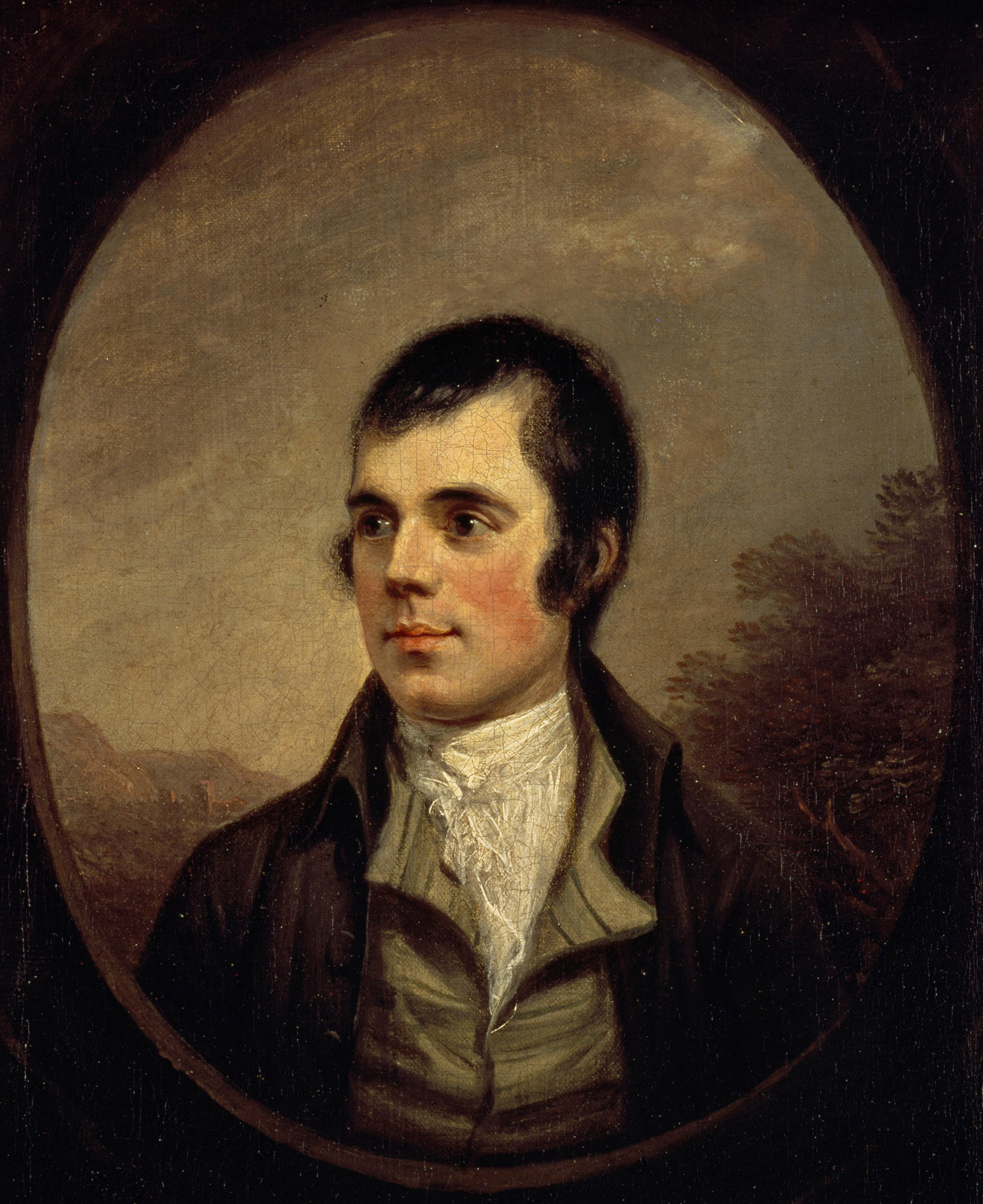
羅伯特·伯恩斯的肖像

致哈吉斯是苏格兰诗人羅伯特·伯恩斯于1786年创作的一首苏格兰诗歌。它是目前苏格兰最为知名的诗歌之一，其标题指的是苏格兰的国菜哈吉斯，一种当地特色的肉馅布丁。此诗通常纪念苏格兰诗人伯恩斯的文化节日伯恩斯之夜进行朗诵。在此期间，所有人起立将哈吉斯放入银盘之中，然后风笛手将众客人引入主人的餐桌位。然后，主人对众客人朗诵这首诗，并在适时切开用礼仪刀切开羊肚和羊杂。